# Emil Gaar
Emil Josef Albert Gaar (18. dubna 1883 Vídeň – 26. listopadu 1953 Vídeň) byl rakouský klasický filolog.

## Životopis
Po maturitě studoval klasickou filologii na univerzitě ve Vídni, mimo jiných u Hanse von Arnima a Edmunda Haulera. V roce 1906 promoval s prací De tragoediae Atticae diverbio quaestiones selectae. Následně se zapojil do učitelské profese, ale učil také jako odborný asistent na univerzitě ve Vídni starověkou řečtinu. Vídeňská univerzita mu udělila titul čestného profesora.
Napsal často používané výukové materiály Liber Latinus a Liber Graecus a několik gramatik.
Je podle něj pojmenována Gaargasse ve Vídni (Inzersdorf, Neusteinhof).

## Dílo
- spoluautor Mauriz Schuster: Liber Latinus – Lateinisches Lese- und Übungsbuch – Ausgabe A: Oberschulen für Jungen – II. Teil für die 4. und 5. Klasse. Österreichischer Landesverlag, Wien 1941.
- spoluautor Mauriz Schuster: Liber Latinus A – III. Teil – Ein Lateinbuch für österreichische Gymnasien und Realgymnasien. – Für das dritte Lateinjahr. Österreichischer Bundesverlag, Wien; Hölder-Pichler-Tempsky, 1951.
- spoluautor Mauriz Schuster: Liber Latinus IV. Lateinisches Sprachbuch für die Oberklassen der Gymnasien und Realgymnasien Österreichs. ÖBV, Wien 1932.
- spoluautor Mauriz Schuster: Liber Graecus. Österreichischer Bundesverlag für Unterricht Wissenschaft und Kunst